# コミックスアライアンス
コミックスアライアンス（ComicsAlliance）は、コミック・ブック産業とコミック関連メディアを扱うことを目的としたアメリカ合衆国のウェブサイトであり、タウンスクウェア・メディアが所有している。このサイトは、定期刊行物/ジャーナリズムの部門で2015年にアイズナー賞を受賞するなど、複数の賞にノミネートされている。